# مانوآلید
مانوآلید (به انگلیسی: Manoalide) با فرمول شیمیایی C۲۵H۳۶O۵ یک ترکیب شیمیایی با شناسه پاب‌کم ۶۴۳۷۳۶۸ است. که جرم مولی آن ۴۱۶٫۵۵۰۳۴ g/mol می‌باشد. 